# AMC Electron
Der AMC Electron ist ein elektrisch betriebenes Konzeptfahrzeug, das der US-amerikanische Automobilhersteller AMC im Jahre 1977 baute.

## Konstruktion
Das experimentelle Stadtauto für Pendler mit drei Sitzplätzen war für kurze Fahrten in Städten konzipiert. Die hinten angeschlagene Glaskuppel wurde zum Ein- und Aussteigen aufgeklappt.
Der Electron basierte auf dem 10 Jahre früher entwickelten Konzeptfahrzeug AMC Amitron. Er wurde aus Lithiumakkumulatoren mit Strom versorgt und sollte weiteren Fortschritt in der Elektronik aufzeigen. Er bot innovative Methoden zur effektiven Energienutzung, z. B. Leichtbauweise und Rekuperationsbremssystem. Die Sitze waren aufblasbar und die Luft konnte abgelassen werden, um den Platz für Gepäck zu nutzen.

## Concept 80
Der Electron stellte zusammen mit dem AM Van, dem Grand Touring, dem Concept I, dem Concept II und dem Jeep II einen Teil des „Concept-80“-Programms dar, das aufzeigte was AMC als Fahrzeuge der Zukunft ansah. Diese USA-weit gezeigten Konzeptfahrzeuge sollten auch auf die Rolle von AMC in der Findung neuer Marktsegmente hinweisen.